# Tomasz Wiszniewski
Tomasz Wiszniewski (ur. 1 czerwca 1958 w Lublinie, zm. 20 listopada 2016 w Warszawie) – polski reżyser filmowy i teatralny, scenarzysta.

## Życiorys
Tomasz Wiszniewski był synem aktora Włodzimierza Wiszniewskiego i Elżbiety Pajączkowskiej, bratankiem Wojciecha Wiszniewskiego. W 1982 ukończył studia w Państwowej Wyższej Szkole Filmowej, Telewizyjnej i Teatralnej im. Leona Schillera w Łodzi (PWSFTviT).
Laureat nagrody dla najlepszego reżysera na 32. Festiwalu Polskich Filmów Fabularnych (2007) w Gdyni za film Wszystko będzie dobrze (2007). Pochowany na cmentarzu przy ul. Lipowej w Lublinie.

## Twórczość
Etiudy szkolne:
- Lekcja gimnastyki (1979) – reżyseria
- Palacz zwłok (1980) – scenariusz i reżyseria
- Gwiazdka Andersena (1983) – scenariusz i reżyseria
- Pop art (1983) – scenariusz i reżyseria
- Wizytantka (1986) – scenariusz i reżyseria

Filmy dokumentalne:
- Sztygar na zagrodzie (1974) – scenariusz, współpraca z Wojciechem Wiszniewskim
- Do broni (1989) – scenariusz i reżyseria, nagrodzony (Don Kichot) na Międzynarodowym Festiwalu Filmów Krótkometrażowych w Krakowie, Grand Prix na Festiwalu Off-Cinema Festival we Wrocławiu 1992.
- Obca krew (1992) – realizacja, nagrodzony na Międzynarodowym Festiwalu filmów Krótkometrażowych w Krakowie. Główna nagroda na Festiwalu Filmowym w Łodzi „Człowiek w zagrożeniu” 1996
- Pędzel i batuta (1993) – realizacja
- Wesele w Iwoniczu (1993) – współpraca

Inscenizacje Teatru Telewizji:
- Broadway, mój Broadway (1988) – scenariusz i reżyseria, nagrodzony na Festiwalu Młode Kino Polskie / Gdańsk 1990
- Szalbierz (1990) – adaptacja i reżyseria „Złota setka Teatru TV” 1996
- Equus – (1993) – reżyseria
- Co się właściwie stało Betty Lemon? (1994) – reżyseria
- Inne czasy (1995) – reżyseria
- Drugie zabicie psa (1996) – scenariusz i reżyseria
- Bal – scenariusz, pierwowzór późniejszego teatru TV Blues
- Temida jest kobietą... (1999) – scenariusz i reżyseria
- Blues (1999) – scenariusz i reżyseria
- Krótki kurs medialny (2002) (premiera TVP1 – 02.12.2002) – scenariusz i reżyseria

Filmy fabularne:
- Choinka strachu (1982) – II reżyser
- Tanie pieniądze (1985) – obsada aktorska
- Kanalia (1990) – scenariusz i reżyseria, nagrodzony na festiwalu filmów fabularnych Gdynia 1991
- Pierwszy milion (1999) – reżyseria odcinków 1-2, 6-7 (serial tv)
- Szpital na perypetiach (2001) – reżyseria odcinków 8-10 (serial komediowy)
- Tam gdzie żyją Eskimosi (2001) – scenariusz i reżyseria, europejski zwycięzca sundance/nhk Festiwalu Filmowego w Sundance 1998. Film w koprodukcji polsko-amerykańsko-niemieckiej z udziałem Boba Hoskinsa w roli głównej. Premiera na Festiwalu Filmowym w Sundance 2002, nagroda dla najlepszego filmu europejskiego na 19. Festiwalu Filmowym w Awinionie w 2002.
- Wszystko będzie dobrze (2007) – reżyser, nagroda za reżyserię na Festiwalu Polskich Filmów Fabularnych w Gdyni.

Inne:
- Stop AIDS /spot reklamowy/ (1996) – „Złota pałka” na festiwalu reklamowym w Portorožu, główna nagroda – festiwal reklamy niekomercyjnej we Florencji 1996, najlepszy film reklamowy w Polsce.
- Emigrant – scenariusz, zwycięzca międzynarodowego festiwalu scenariuszowego im. Hartley-Merrill (późniejszy film Tam, gdzie żyją Eskimosi)
- Autograf /program kulturalny/ (2002) – reżyseria kilku programów.